# Paterson (New Jersey)
Pour les articles homonymes, voir Paterson.
Pour le film de Jim Jarmusch, voir Paterson (film).
Paterson est une ville de l’État américain du New Jersey,
siège du comté de Passaic. Elle est située dans la banlieue ouest de New York. Avec 146 199 habitants lors du recensement de 2010, c’est la troisième ville plus peuplée de l’État.

## Géographie
Paterson est située dans le nord-est du New Jersey, dans une boucle formée par la rivière Passaic.
Selon le Bureau du recensement des États-Unis, la ville occupe une surface totale de 22,54 km2.

## Histoire
La ville est fondée en 1791 par la Society for Establishing Useful Manufactures, dont le but est le développement économique de la jeune nation américaine. Elle prend le nom de William Paterson, alors gouverneur du New Jersey. Les premiers plans sont dressés par Pierre Charles L'Enfant, mais il est bientôt remplacé par Peter Colt. Après avoir appartenu au comté d'Essex, au sein duquel elle constitue un township, Paterson est intégrée en 1837 au comté de Passaic nouvellement créé. En 1851, elle est incorporée et prend le statut de ville (city).

## Démographie
| Groupe            | Paterson | New Jersey | États-Unis |
| ----------------- | -------- | ---------- | ---------- |
| Blancs            | 34,7     | 68,6       | 72,4       |
| Afro-Américains   | 31,7     | 13,7       | 12,6       |
| Autres            | 24,0     | 6,4        | 6,4        |
| Métis             | 5,3      | 2,3        | 2,9        |
| Asiatiques        | 3,3      | 8,6        | 4,8        |
| Amérindiens       | 1,1      | 0,3        | 0,9        |
| Total             | 100      | 100        | 100        |
|                   |          |            |            |
| Latino-Américains | 57,6     | 17,7       | 16,7       |

## Politique et administration
La ville est administrée par un maire et un conseil de neuf membres élus pour quatre ans. En septembre 2017, le maire Joey Torres est mis en cause dans une affaire de corruption et doit démissionner. Le conseil municipal élit alors Jane Williams-Warren pour le remplacer à titre intérimaire jusqu'à la fin du mandat en juin 2018.
| Période                                  | Période | Identité             | Étiquette   | Qualité |
| ---------------------------------------- | ------- | -------------------- | ----------- | ------- |
| Les données manquantes sont à compléter. |         |                      |             |         |
| 1997                                     | 2002    | Marty Barnes         | Républicain |         |
| 2002                                     | 2010    | Joey Torres          | Démocrate   |         |
| 2010                                     | 2014    | Jeffery Jones        | Démocrate   |         |
| 2014                                     | 2017    | Joey Torres          | Démocrate   |         |
| 2017                                     | 2020    | Jane Williams-Warren |             |         |
| 2020                                     | 2022    | Andre Sayegh         |             |         |

## Arts et culture

### Poésie
Le poète américain William Carlos Williams, docteur dans la ville de Paterson, écrit un long poème en six chants intitulé Paterson, publié de 1945 à 1963. La voix poétique y est assumée par la ville de Paterson elle-même. Ce livre est considéré comme un des chefs-d’œuvre de la poésie moderniste américaine.
Le poète Allen Ginsberg (membre de la Beat Generation) est également originaire de Paterson. Le nom de Paterson est ainsi présent dans la première partie de son grand poème Howl, dans le vers « incomparables rues aveugles de nuage frémissant et d’éclair dans l’esprit bondissant vers les pôles du Canada et de Paterson, illuminant tout le monde immobile du Temps-intervalle ».

### Cinéma
En 2016, Jim Jarmusch réalise un film intitulé Paterson. Le film a pour décor la ville éponyme et son personnage principal, un chauffeur de bus amateur de poésie incarné par Adam Driver, s'appelle également Paterson.

### Sport
L'historique Stade Hinchliffe, situé au centre-ville de Paterson (classé parmi les America's Most Endangered Historic Places et inscrit comme National Treasure au NRHP), est la résidence des Jackals du New Jersey (une équipe professionnelle de baseball mineur), depuis 2023. Fondée en 1998, l'équipe évolue dans la Ligue Frontière, une ligue indépendante partenaire avec la Ligue majeure. Les Jackals étaient précédemment basés, depuis leur fondation, au stade Yogi Berra de Little Falls, toujours dans le comté de Passaic.